# Cerkiew Przemienienia Pańskiego w Siemuszowej
Cerkiew Przemienienia Pańskiego w Siemuszowej – drewniana filialna cerkiew greckokatolicka, znajdująca się w Siemuszowej, w powiecie sanockim.
Świątynia została włączona do podkarpackiego Szlaku Architektury Drewnianej.

## Historia obiektu
Cerkiew została wzniesiona w 1841. Cerkiew należała do parafii greckokatolickiej w Tyrawie Solnej. Od 1946  filialny kościół rzymskokatolicki pw. Chrztu Pańskiego, remontowany w 1978.

## Architektura i wyposażenie
Cerkiew prezentuje typ budownictwa ludowego w duchu klasycystycznym z wyraźnymi pierwiastkami latynizacji przejawiającymi się w nawiązaniu do tradycyjnego nurtu architektury sakralnej okresu józefińskiego. Jest to budynek o konstrukcji zrębowej, dwudzielny, z trójbocznie zamkniętym prezbiterium, nakryty dwukalenicowym dachem zwieńczonym baniastym hełmem. Od zachodu do cerkwi dobudowana jest szkieletowa wieża nakryta dachem namiotowym, również z hełmem. W przedłużeniu prezbiterium murowana zakrystia.
Wewnątrz zachował się klasycystyczny ikonostas z drugiej połowy XIX wieku, na ścianach babińca i nawy znajduje się polichromia figuralna.

## Galeria

### Bryła

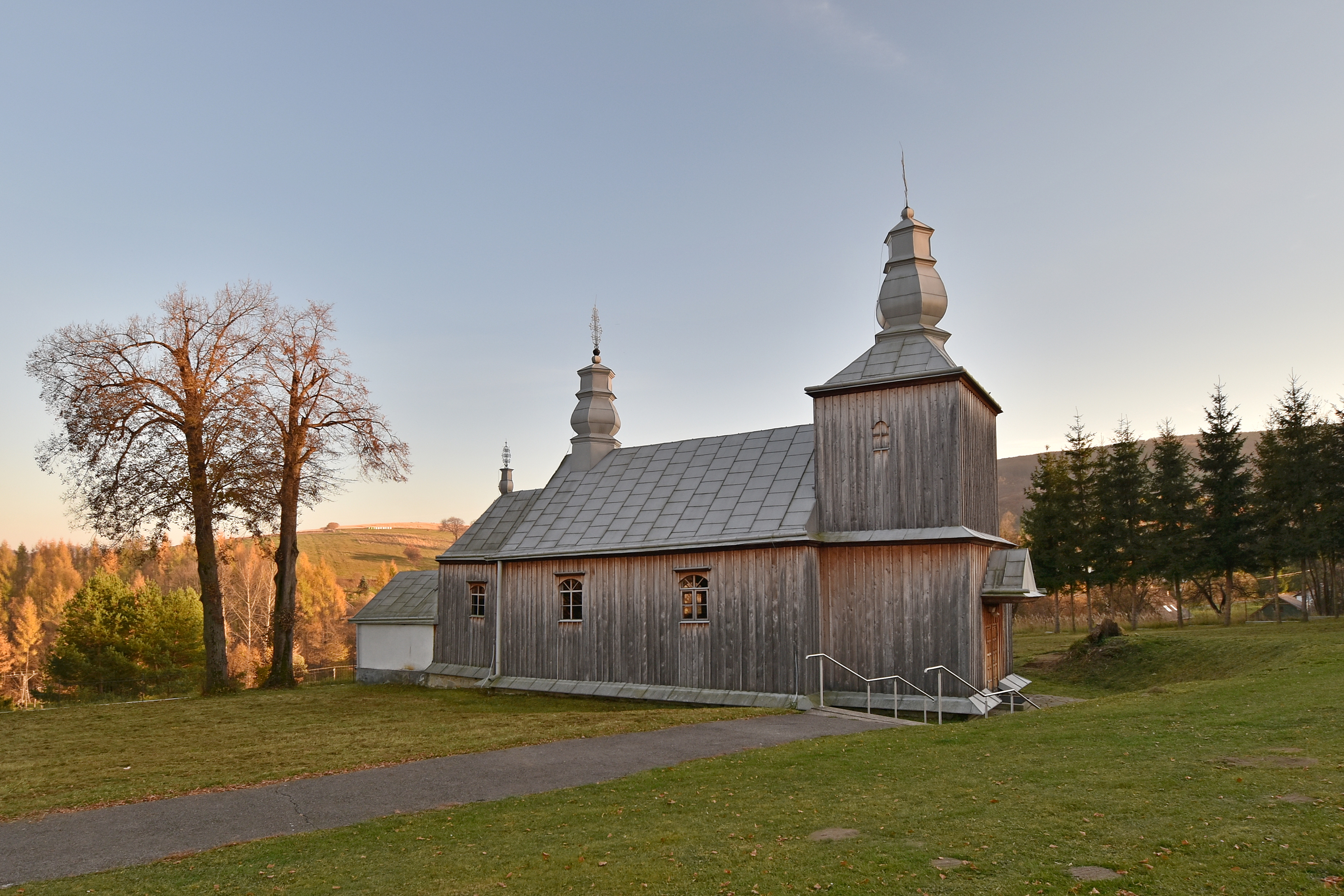
Elewacja boczna
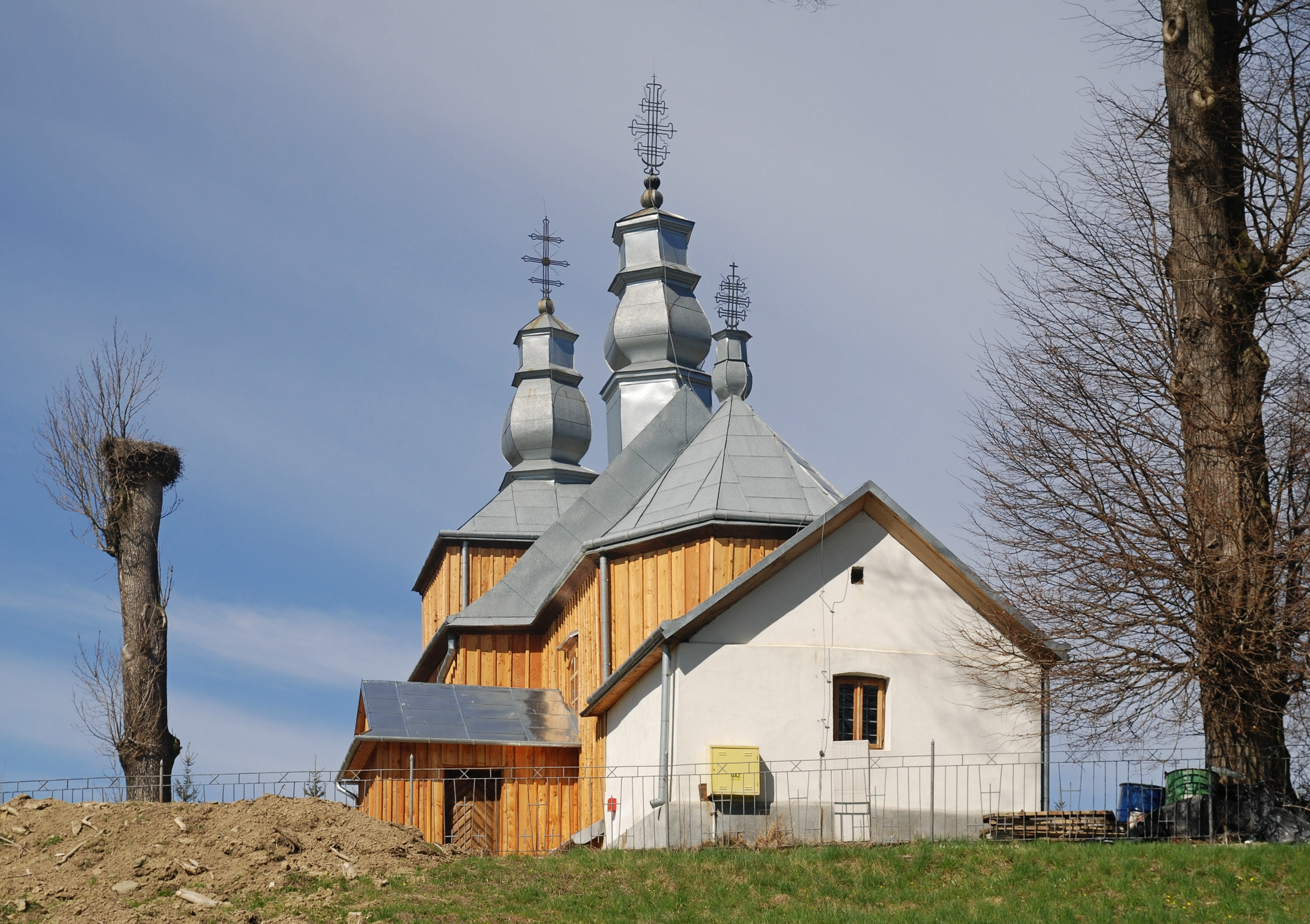
Widok od strony prezbiterium
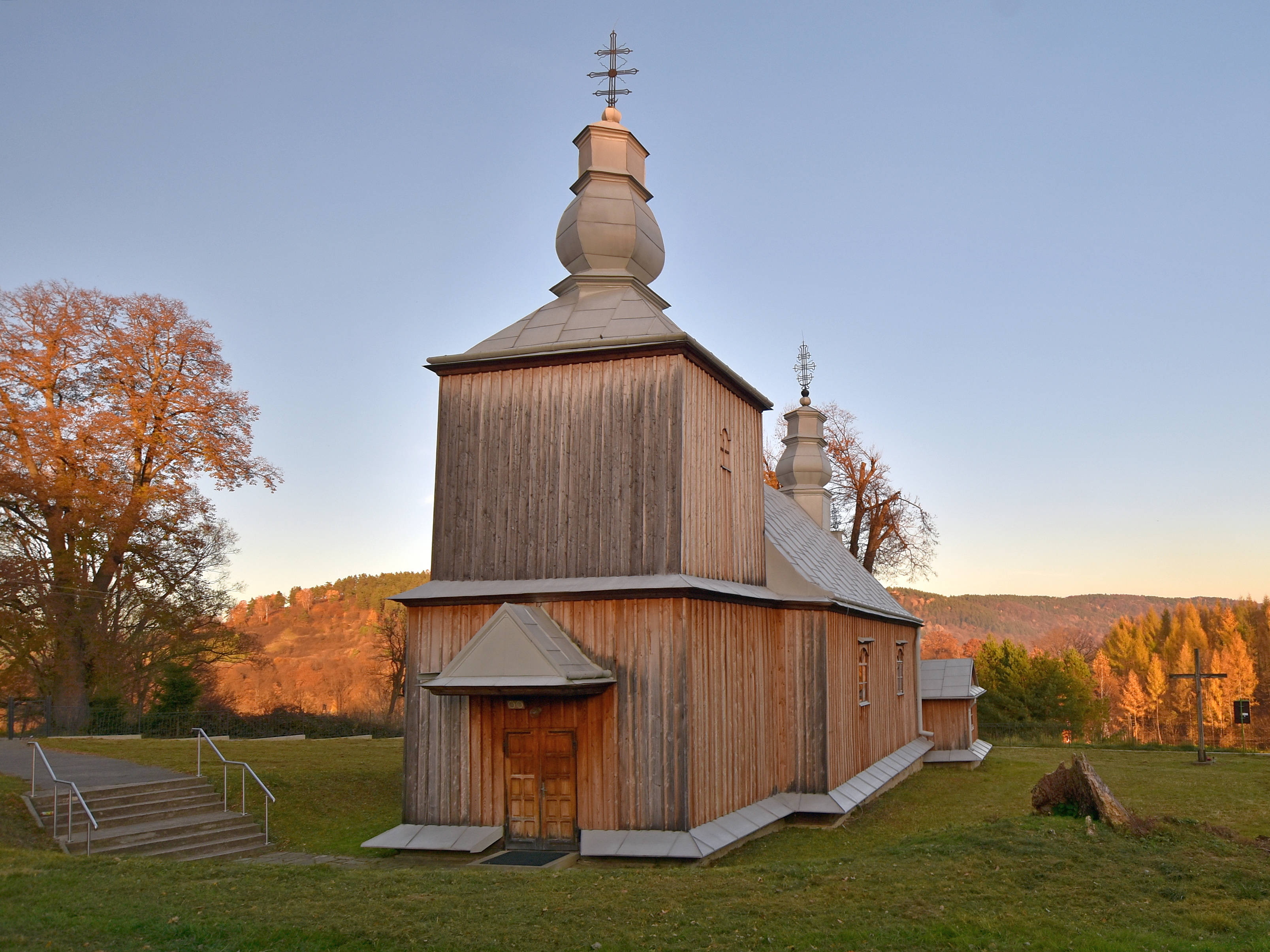
Elewacja frontowa

### Wnętrze

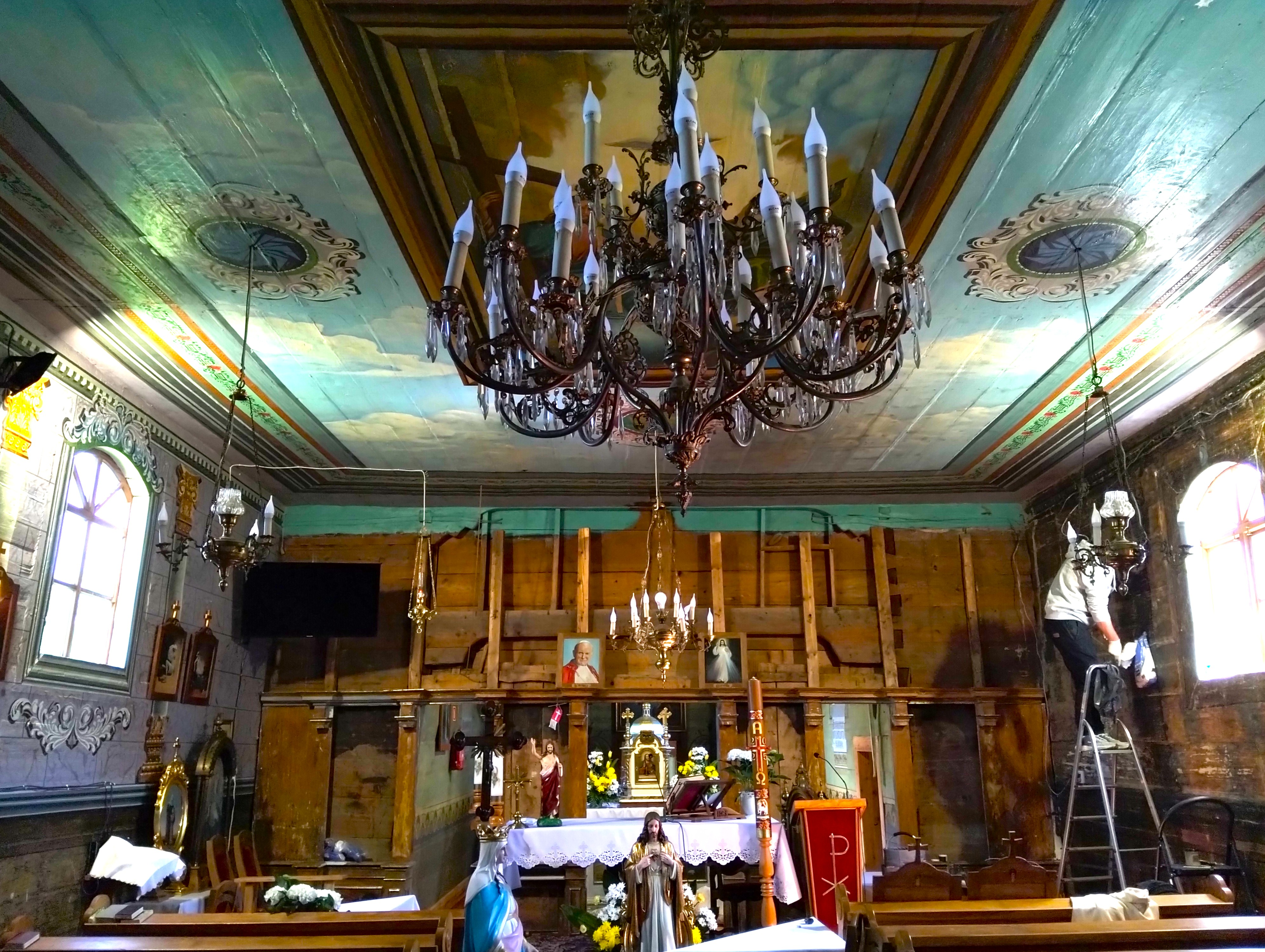
Wnętrze
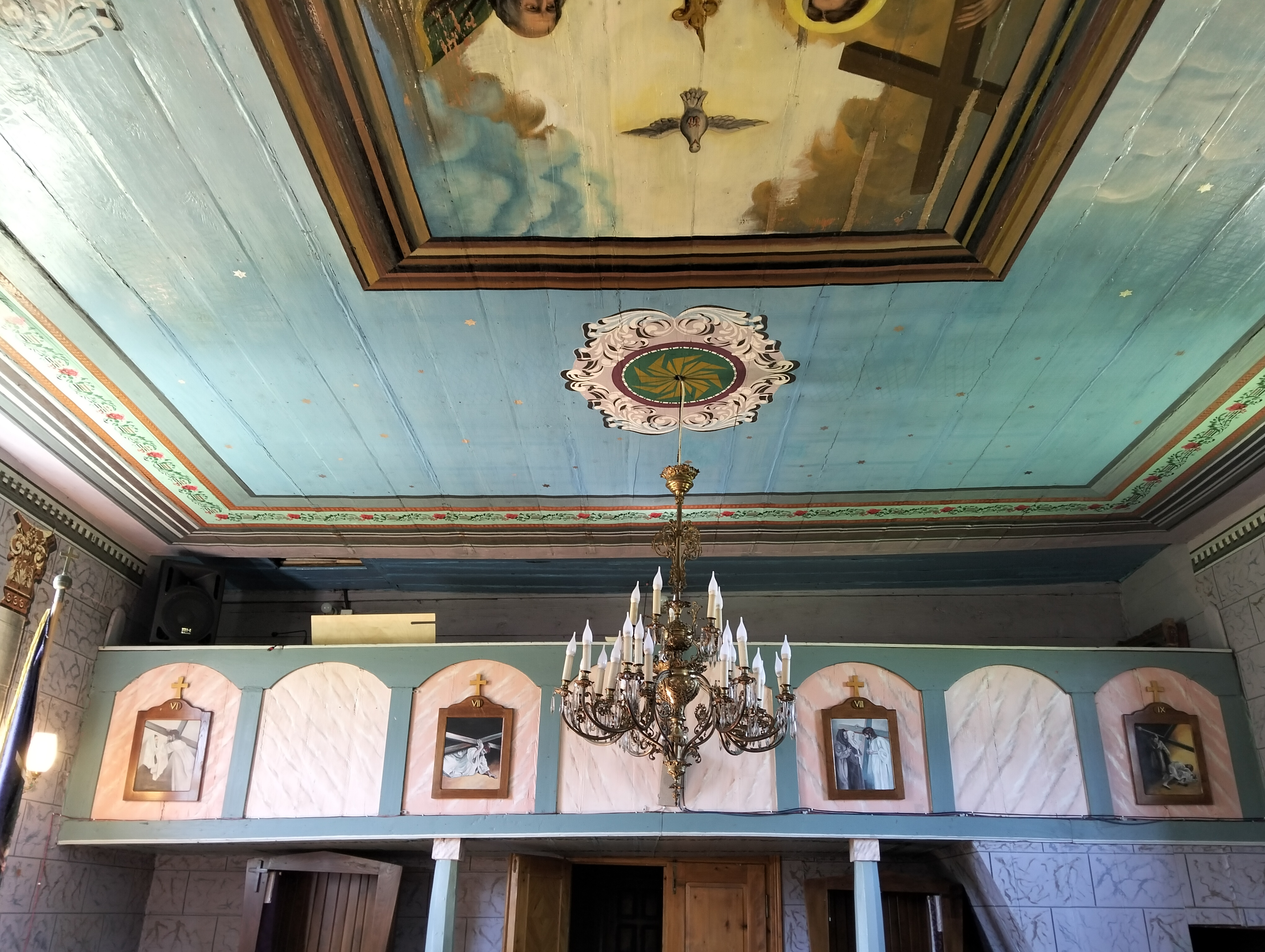
Chór
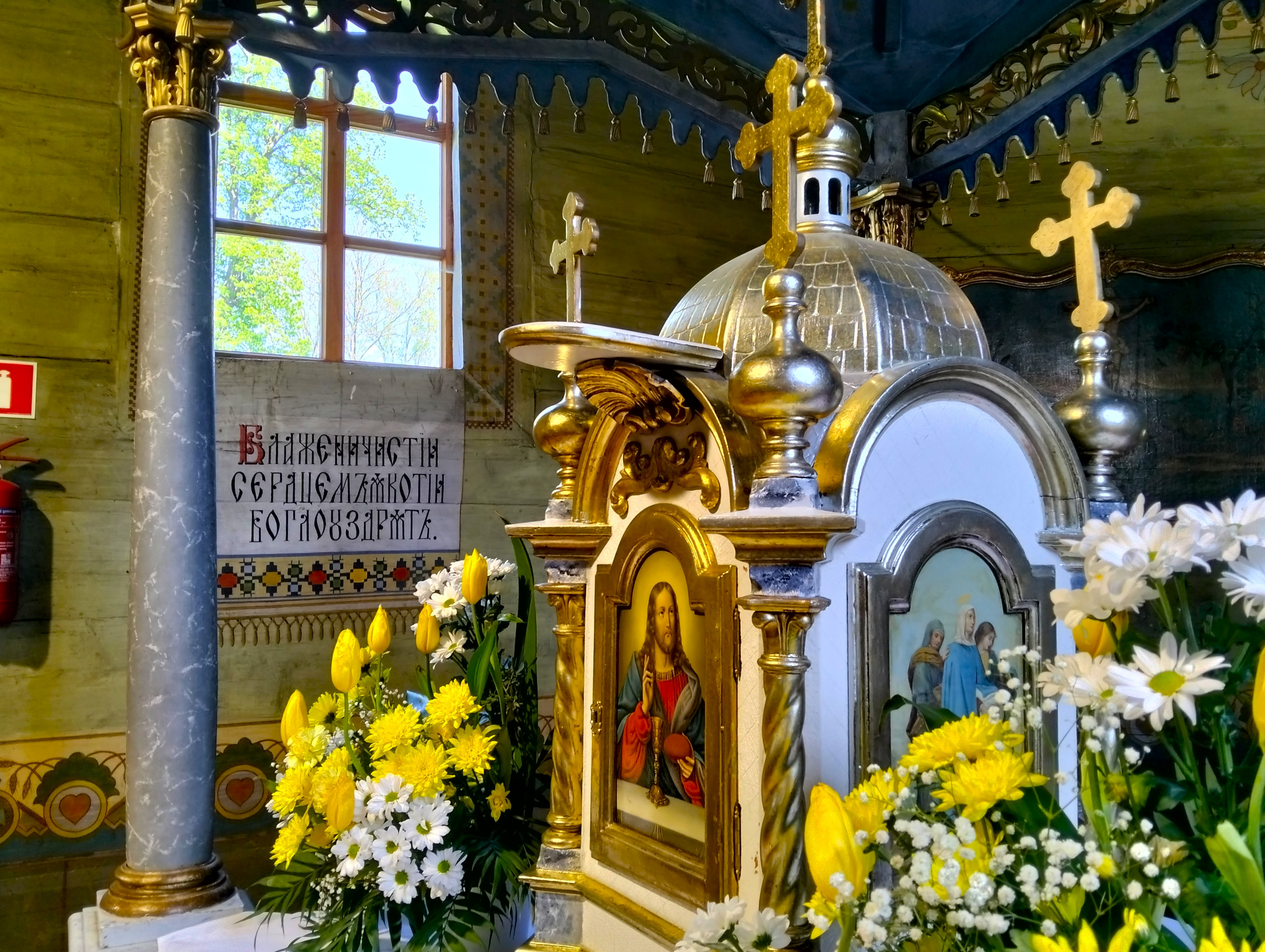
Ołtarz

## Otoczenie
Około 200 m powyżej cerkwi, na szczycie góry z pięknym widokiem, znajduje się duży cmentarz greckokatolicki, na którym można zobaczyć wiele kamiennych nagrobków, najstarsze pochodzą z początku XIX wieku. Cmentarz został odremontowany w 2008 przez Stowarzyszenie Dziedzictwo Mniejszości Karpackich, przy współudziale Stowarzyszenia Magurycz i Stowarzyszenia „Jeden Świat”.